# Jay Hardway
Jobke Pieter Hendrik Heiblom (sinh ngày 27 tháng 4 năm 1991), hay còn được biết đến với nghệ danh Jay Hardway (cách điệu là JΔY HΔRDWΔY), là một DJ, nhà sản xuất thu âm người Hà Lan đến từ Drunen, Bắc Brabant.
Anh đã được kí hợp đồng với hãng đĩa Spinnin' Records. Anh được biết đến với tác phẩm "Wizard" kết hợp với nghệ sĩ người Hà Lan Martin Garrix. Đĩa đơn năm 2013 này đã trở thành một bản hit trên các bảng xếp hạng quốc tế ở Bỉ, Pháp và Hà Lan.

## Sự nghiệp

### 2012 – nay: Đột phá và những đĩa đơn
Lần hợp tác đầu tiên của Hardway với Martin Garrix với bản "Registration Code" được phát hành vào năm 2012 dưới dạng tải xuống miễn phí thông qua SoundCloud. Vào tháng 3 năm 2013, cả hai đã phát hành đĩa đơn "Error 404" thông qua Doorn Records. Vào tháng 12 năm 2013, Hardway và Garrix phát hành đĩa đơn "Wizard" thông qua Spinnin' Records và nó đã trở thành một trong những hợp tác thành công nhất của họ cho đến nay. Bài hát đạt được vị trí thứ 16 trên Bảng xếp hạng đĩa đơn của Hà Lan và vị trí thứ 7 trên Bảng xếp hạng đĩa đơn của Vương quốc Anh. Hardway đã phát hành đĩa đơn solo đầu tiên "Bootcamp" vào ngày 31 tháng 5 năm 2014. Bài hát "Freedom" của anh với Mike Hawkins sau đó được phát hành vào tháng 8 cùng năm.Sau đó vào ngày 13 tháng 11 năm 2015, anh phát hành "Electric Elephant" trên Spinnin' Records. Vào ngày 17 tháng 10 năm 2016, anh hợp tác với DJ người Hà Lan Martin Garrix một lần nữa với bản "Spotless".

## Danh sách đĩa hát

### Đĩa đơn
| Tiêu đề                                     | Năm  | Vị trí | Vị trí | Vị trí | Vị trí | Vị trí | Vị trí | Vị trí | Vị trí | Chứng chỉ         | Album      |
| Tiêu đề                                     | Năm  | NLD    | AUT    | BEL    | FRA    | GER    | SWE    | SWI    | UK     | Chứng chỉ         | Album      |
| ------------------------------------------- | ---- | ------ | ------ | ------ | ------ | ------ | ------ | ------ | ------ | ----------------- | ---------- |
| "Check Down"                                | 2011 | —      | —      | —      | —      | —      | —      | —      | —      | Non-album singles |            |
| "Registration Code" (với Martin Garrix)     | 2012 | —      | —      | —      | —      | —      | —      | —      | —      | Non-album singles |            |
| "Error 404" (với Martin Garrix)             | 2013 | —      | —      | —      | —      | —      | —      | —      | —      | Non-album singles |            |
| "Wizard" (với Martin Garrix)                | 2013 | 16     | 34     | 6      | 31     | 30     | 21     | 29     | 7      | - GLF: Vàng       | Gold Skies |
| "Bootcamp"                                  | 2014 | —      | —      | 75     | —      | —      | —      | —      | —      | Non-album singles |            |
| "Freedom" (với Mike Hawkins)                | 2014 | —      | —      | —      | —      | —      | —      | —      | —      | Non-album singles |            |
| "Voodoo" (với DVBBS)                        | 2015 | —      | —      | —      | —      | —      | —      | —      | —      | Non-album singles |            |
| "Wake Up"                                   | 2015 | —      | —      | —      | —      | —      | —      | —      | —      | Non-album singles |            |
| "Electric Elephants"                        | 2015 | —      | —      | 76     | —      | —      | —      | —      | —      | Non-album singles |            |
| "Home" (với Firebeatz)                      | 2015 | —      | —      | —      | —      | —      | —      | —      | —      | Non-album singles |            |
| "Stardust"                                  | 2016 | —      | —      | —      | —      | —      | —      | —      | —      | Non-album singles |            |
| "El Mariachi" (với Bassjackers)             | 2016 | —      | —      | —      | —      | —      | —      | —      | —      | Non-album singles |            |
| "Dinosaur" (với Bassjackers)                | 2016 | —      | —      | —      | —      | —      | —      | —      | —      | Non-album singles |            |
| "Somnia"                                    | 2016 | —      | —      | —      | —      | —      | —      | —      | —      | Non-album singles |            |
| "Spotless" (với Martin Garrix)              | 2016 | —      | —      | —      | —      | —      | —      | —      | —      |                   | Seven      |
| "Amsterdam"                                 | 2016 | —      | —      | —      | —      | —      | —      | —      | —      | Non-album singles |            |
| "Scio"                                      | 2017 | —      | —      | —      | —      | —      | —      | —      | —      | Non-album singles |            |
| "Golden Pineapple"                          | 2017 | —      | —      | —      | —      | —      | —      | —      | —      | Non-album singles |            |
| "Need It"                                   | 2017 | —      | —      | —      | —      | —      | —      | —      | —      | Non-album singles |            |
| "Thanks a Million"                          | 2017 | —      | —      | —      | —      | —      | —      | —      | —      | Non-album singles |            |
| "Wired" (với MOTi kết hợp cùng Babet)       | 2017 | —      | —      | —      | —      | —      | —      | —      | —      | Non-album singles |            |
| "Coffee Please"                             | 2018 | —      | —      | —      | —      | —      | —      | —      | —      | Non-album singles |            |
| "Jigsaw" (với The Him)                      | 2018 | —      | —      | —      | —      | —      | —      | —      | —      | Non-album singles |            |
| "Save Me" (với Mesto)                       | 2018 | —      | —      | —      | —      | —      | —      | —      | —      | Non-album singles |            |
| "Solid"                                     | 2018 | —      | —      | —      | —      | —      | —      | —      | —      | Non-album singles |            |
| "Let Me Tell You Something"                 | 2018 | —      | —      | —      | —      | —      | —      | —      | —      | Non-album singles |            |
| "EDM Bubble" (với Mike Cervello)            | 2018 | —      | —      | —      | —      | —      | —      | —      | —      | Non-album singles |            |
| "Paradigm"                                  | 2018 | —      | —      | —      | —      | —      | —      | —      | —      | Non-album singles |            |
| "Aliens"                                    | 2019 | —      | —      | —      | —      | —      | —      | —      | —      | Non-album singles |            |
| "Exhale"                                    | 2019 | —      | —      | —      | —      | —      | —      | —      | —      | Non-album singles |            |
| "Lost"                                      | 2019 | —      | —      | —      | —      | —      | —      | —      | —      | Non-album singles |            |
| "Vocal Chops"                               | 2019 | —      | —      | —      | —      | —      | —      | —      | —      | Non-album singles |            |
| "Counting Sheep"                            | 2019 | —      | —      | —      | —      | —      | —      | —      | —      | Non-album singles |            |
| "Wild Mind" (với Tiffany Blom)              | 2019 | —      | —      | —      | —      | —      | —      | —      | —      | Non-album singles |            |
| "Operation Unicorn"                         | 2020 | —      | —      | —      | —      | —      | —      | —      | —      | Non-album singles |            |
| "Rollercoaster"                             | 2020 | —      | —      | —      | —      | —      | —      | —      | —      | Non-album singles |            |
| "Vibes"                                     | 2020 | —      | —      | —      | —      | —      | —      | —      | —      | Non-album singles |            |
| "Run Baby Run" (với Tom & Jame và Jguar)    | 2020 | —      | —      | —      | —      | —      | —      | —      | —      | Non-album singles |            |
| "—" denotes a recording that did not chart. |      |        |        |        |        |        |        |        |        |                   |            |

### Các bản remix
| Tiêu đề              | Năm  | Nghệ sĩ                                    | Label                             |
| -------------------- | ---- | ------------------------------------------ | --------------------------------- |
| "Hey DJ"             | 2012 | The Opposites                              | TopNotch                          |
| "Wild Ones"          | 2012 | Flo Rida (với Sia)                         | Jay Hardway                       |
| "I Feed You My Love" | 2012 | Margaret Berger                            | Polydor                           |
| "D.I.Z.Z.Y"          | 2013 | Dr. Papasov                                | Twisted Plastic                   |
| "The Drop"           | 2014 | Lethal Bizzle                              | Polydor                           |
| "Mode"               | 2016 | Bingo Players                              | Hysteria / Spinnin' Records       |
| "Runaways"           | 2016 | Sam Feldt và Deepend (với Teemu)           | Spinnin' Records                  |
| "Over The Edge"      | 2017 | Borgeous và tyDi (với Dia)                 | Geousus Records / Armada Music    |
| "Sunny Days"         | 2017 | Armin van Buuren (với Josh Cumbee)         | Armada Music                      |
| "How You Love Me"    | 2019 | Hardwell (với Conor Maynard và Snoop Dogg) | Revealed Music / Spinnin Records  |
| "Bad At Being Alone" | 2020 | Codeko                                     | Musical Freedom / Spinnin Records |

## Giải thưởng

### Đề cử top 100 DJ Magazine
| Năm  | Vị trí | Ghi chú | Ref.   |
| ---- | ------ | ------- | ------ |
| 2016 | 89     | Mới     | [ 36 ] |
| 2017 | —      |         | [ 36 ] |
| 2018 | —      |         | [ 36 ] |